# ابراهیم تورامان
ابراهیم تورامان (انگلیسی: İbrahim Toraman؛ زادهٔ ۲۰ نوامبر ۱۹۸۱) بازیکن فوتبال اهل ترکیه است.
از باشگاه‌هایی که در آن بازی کرده‌است می‌توان به باشگاه فوتبال غازی عینتاب‌اسپور، باشگاه ورزشی غازی عینتاب اف.کی، باشگاه فوتبال سیواس‌اسپور، و باشگاه فوتبال بشیکتاش اشاره کرد.
وی همچنین در تیم ملی فوتبال ترکیه بازی کرده‌است.